# CM-32 Yunpao
El CM-32 «Pantera Nebulosa» (云 豹 装甲车 "Yunpao"), oficialmente Vehículo de combate de infantería taiwanés (TIFV),
es un vehículo blindado de ocho ruedas actualmente producido por la República de China, diseñado por Timoney Technology Limited of Ireland y Rheinmetall, pero se desarrolla por la Ordnance Readiness Development Center.
De acuerdo con el Taipei Times, fue nombrado Pantera nebulosa para demostrar que el vehículo es ágil y rápido.

## Diseño y desarrollo

### Antecedentes
El primer acercamiento del ejército de la República de China a los automóviles blindados se dio a finales de la década de 1970 con la compra de cientos de vehículos Cadillac Gage V-150, siendo catalogados como equipo de apoyo y no equipo de combate principal. A medida que la red de carreteras de Taiwán fue mejorando y ampliándose, la conveniencia de estos vehículos creció enormemente ya que permitían el desplazamiento de tropas a un menor coste, además de ser más baratos de mantener. Por ello, a mediados de la década de 1980 el Centro de Desarrollo de Vehículos Blindados envió una misión a Irlanda para aprender sobre el diseño y la fabricación de AFVs. Con la ayuda de la compañía irlandesa Timoney Technology se desarrolló un preprototipo del CM-31 en 1992. Ideado como un TBP de 6x6 ruedas, los problemas del sistema de frenado obligaron a no iniciar su producción a la espera de un mejor desarrollo en la siguiente generación del ejército chino.

### Diseños iniciales
Tras la experiencia del primer CM-31, el Centro desarrolló el prototipo P0, un TPB esta vez de 8x8 ruedas, en septiembre de 2002, creando otros tres prototitpos: P1, P2 y P3, de 2003 a 2005. Según el Taipéi Times, fue el entonces presidente Chen Shui-bian al vehículo como pantera nebulosa (烏雲豹, Wūyún bào) por su agilidad, maniobrabilidad y potencia de fuego.
El proyecto fue lanzado en 2002, a un costo de NT $ 700 millones (dólares de los EE. UU. 21,9 millones).

### Lanzamiento en 2007
La producción en masa empezó en 2007, con una orden inicial de 683 unidades. Se estima que hasta 1400 CM-32 pueden llegar a estar en servicio operativo.
Los primeros vehículos blindados pantera nebulosa producidos en masa también fueron entregados a la Brigada mecanizada 200 de Infantería del Ejército (ahora la 234.ª Brigada de Infantería Mecanizada) el 29 de diciembre de 2011, anunciando la puesta en marcha oficial de la armadura Cloud Leopard.

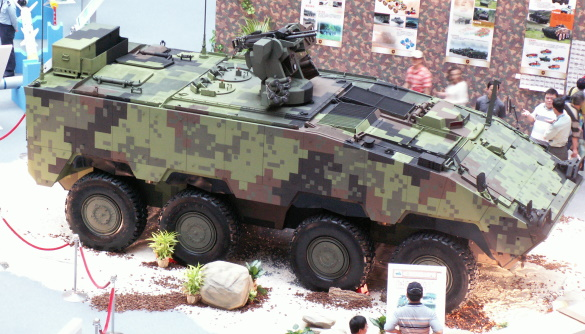
CM-32 con lanzagranadas de 40 mm.

## Configuraciones

### CM-32/33: Vehículo de Combate o Comando de Infantería
El vehículo de combate de infantería CM-33 con un cañón de 40 mm se considera el modelo básico del pantera nebulosa, mientras que el vehículo CM-32 con un lanzagranadas de 40 mm fortalece la capacidad de comunicación sobre el chasis reforzado del CM-33 para asumir tareas de mando. Ambos llevan la estación de armas de control remoto TS-96 como arma principal. La estación de armas de control TS-96 pesa 1,2 kg y está equipada con un cañón de granada T91 de 40 mm (48 rondas) y un cañón de pelotón T74 de 7,62 mm (400 rondas), así como cuatro lanzadores de humo cuádruples T85 de 66 mm.
El CM-32 sin la mejora de mando y el CM-33 fueron producidos en masa desde 2006 bajo el nombre en clave «Proyecto de Conducción Xun» que proveyó los primeros 368 vehículos Yunpao, todos los cuales fueron entregados a sus respectivas unidades (todas ellas parte de la 333.ª Brigada de Infantería Mecanizada).

### CM-34: Vehículo de combate de infantería con cañón de 30 mm
El vehículo de combate CM-34 de 30 mm armado con ametralladora utiliza el casco del vehículo blindado Cloud Leopard de primera generación, una torreta de dos personas desarrollada por la Academia de Ciencias zhongshan y un cañón de cadena . El arma tiene un total de 420 rondas de munición de repuesto, medio perforante de armadura y munición altamente explosiva, y cuando se selecciona, las balas perforantes de armadura pueden penetrar de 100 a 110 mm de armadura uniforme desde 2,000 metros de distancia.
Pensado como vehículo anti infantería en zonas de combate en campo abierto o de poca edificación, el vehículo de combate CM-34 consta del mismo chasis de primera generación que el CM-32, sustituyendo el cañón por un cañón estándar por un Mk 44 II de 30 mm con capacidad de hasta 420 rondas.
Según datos oficiales del Ministerio de Defensa Nacional de la República de China, para 2019 el precio de producción de cada CM-34 era de 14 millones de dólares taiwaneses y se habían producido poco más de 300 unidades, haciéndolo casi tan común como la versión CM-32/33, de la que se ha producido una cantidad similar.
Además de para el ejército, se produjeron 21 CM-34 para su entrega a la policía militar de la República de China.

## Operadores
- Taiwán
Ejército de la República de China: Entre 600 y 700 vehículos de distinta configuración en 2020.
Policía Militar: 21 vehículos CM-34 entregados en 2019.
Infantería de Marina: 60 vehículos CM-34 ordenados en 2022.